# Dar Laccheb
Dar Laccheb és el nom que es va donar a un temple pagà del jaciment arqueològic de Dougga a Tunísia, no gaire ben conservat, que no s'ha pogut identificar a quina deïtat estava dedicat. El nom correspon al del propietari del lloc al final del segle xix (Casa de Laccheb). Encara que per alguna estranya raó es va suposar que era un mercat d'esclaus, el cert és que el seu estudi detallat va establir que es tractava d'un temple construït sota el reganat de Marc Aureli i Luci Ver entre el 161 i el 169, al mateix temps que el Capitoli i el teatre. L'entrada es fa per una porta que està en bon estat de conservació i obre sobre una gran sala rectangular rodejada de protics; la part més al sud ha desaparegut.